# Lijm- en Gelatinefabriek
De Lijm- en Gelatinefabriek was een beenderenverwerkend bedrijf in het buitengebied van Delft, in de Nederlandse provincie Zuid-Holland, dat heeft bestaan van 1885 tot 2002.
Deze fabriek werd opgericht door Jacques van Marken op het toenmalig grondgebied van de gemeente Vrijenban. Deze industrieel richtte eerder al de Koninklijke Nederlandsche Gist- en Spiritusfabriek, de Nederlandsche Oliefabriek en de drukkerij Van Marken op, samen verenigd in De Delftsche Nijverheid.
Vanwege het feit dat kadavers als grondstof werden gebruikt, waren er tal van protesten aangaande de te verwachten stank en waterverontreiniging. In 1887 kwam de beenderlijmproductie op gang en in 1911 de gelatineproductie. Er heerste rondom en in de fabriek soms een ondraaglijke stank.
Reeds ruim vóór de crisis ontstonden ernstige problemen. Zo werden in juni 1926 veertig werknemers ontslagen en degenen die bleven kregen loonsverlaging, de jongens meer dan de mannen. Deze begonnen daarop een wilde staking, waarbij het er soms nogal fel aan toe ging. In 1931 werd wederom een loonsverlaging doorgevoerd. Pas in 1937 ging het weer beter met het bedrijf. Toen kwam echter de Tweede Wereldoorlog. Op 27 februari 1945 bleek de bezetter bezig met de bouw van een muur rondom het fabrieksterrein. Hierbinnen zou een lanceerbasis voor V1's komen.
In 1953 werd een vestiging in Maastricht in gebruik genomen. In hetzelfde jaar werd in New York de dochteronderneming Delft Gelatin Corporation opgericht. Men verwerkte toen ruim 300 ton beenderen per week (15 kton/jaar). In 1968 werd de lijmproductie afgestoten en overgedragen aan Delft National Chemie BV. De - nu nog uitsluitend - gelatinefabriek werd omgedoopt in Delft Gelatin BV.
Op 19 augustus 1971 vond er een zware ontploffing plaats in de ontvettingsfabriek, gevolgd door een zeer grote brand, doordat de opslag van 40.000 liter benzine vlamvatte. Hierbij vielen twee doden en een zwaar gewonde. Na een week werd de productie in de rest van de fabriek hervat. Geleidelijk aan ging het vanaf toen echter bergafwaarts. De BSE-crisis van 2000 gaf de nekslag, daar de markt voor gelatine instortte. In 2002 werd het bedrijf gesloten.
Het terrein rondom het pand werd in 2018 in gebruik als locatie voor evenementen en culturele activiteiten.